# Саут-Рівер (Нью-Джерсі)
Саут-Рівер (англ. South River) — місто (англ. borough) в США, в окрузі Міддлсекс штату Нью-Джерсі. Населення — 16 118 осіб (2020).

## Географія
Саут-Рівер розташований за координатами 40°26′44″ пн. ш. 74°22′42″ зх. д. / 40.44556° пн. ш. 74.37833° зх. д. (40.445652, -74.378459).  За даними Бюро перепису населення США в 2010 році місто мало площу 7,56 км², з яких 7,17 км² — суходіл та 0,39 км² — водойми.

## Демографія
Згідно з переписом 2010 року, у селищі мешкало 16 008 осіб у 5652 домогосподарствах у складі 4018 родин. Було 5957 помешкань
Расовий склад населення:
| - 76,2 % — білих - 7,1 % — чорних або афроамериканців - 4,8 % — азіатів - 0,3 % — корінних американців - 0,1 % — вихідців з тихоокеанських островів - 8,2 % — осіб інших рас |

До двох чи більше рас належало 3,3 %. Частка іспаномовних становила 18,2 % від усіх жителів.
За віковим діапазоном населення розподілялося таким чином: 22,6 % — особи молодші 18 років, 65,6 % — особи у віці 18—64 років, 11,8 % — особи у віці 65 років та старші. Медіана віку мешканця становила 37,2 року. На 100 осіб жіночої статі у селищі припадало 103,3 чоловіків;  на 100 жінок у віці від 18 років та старших — 101,5 чоловіків також старших 18 років.
Середній дохід на одне домашнє господарство  становив 77 230 доларів США (медіана — 62 972), а середній дохід на одну сім'ю — 88 450 доларів (медіана — 75 388). Медіана доходів становила 52 706 доларів для чоловіків та 45 309 доларів для жінок. За межею бідності перебувало 11,4 % осіб, у тому числі 20,2 % дітей у віці до 18 років та 5,3 % осіб у віці 65 років та старших.
Цивільне працевлаштоване населення становило 8029 осіб. Основні галузі зайнятості: освіта, охорона здоров'я та соціальна допомога — 20,5 %, будівництво — 15,2 %, роздрібна торгівля — 13,2 %.